# Cybalomia albilinealis
Cybalomia albilinealis là một loài bướm đêm trong họ Crambidae.